# Amt Lützow-Lübstorf
Het Amt Lützow-Lübstorf is een samenwerkingsverband van 15 gemeenten in het  Landkreis Nordwestmecklenburg in de Duitse deelstaat Mecklenburg-Voor-Pommeren. Het Amt telt 13.527 inwoners. Het bestuurscentrum bevindt zich in  Lützow.

## Gemeenten
1. Alt Meteln (1.158)
2. Brüsewitz (1.975)
3. Cramonshagen (512)
4. Dalberg-Wendelstorf (542)
5. Gottesgabe (745)
6. Grambow (666)
7. Klein Trebbow (1.111)
8. Lübstorf (1.458)
9. Lützow * (1.550)
10. Perlin (383)
11. Pingelshagen (521)
12. Pokrent (680)
13. Schildetal (768)
14. Seehof (947)
15. Zickhusen (511)